# (11446) Betankur
(11446) Betankur (1978 TO8) – planetoida z grupy pasa głównego asteroid okrążająca Słońce w ciągu 5,35 lat w średniej odległości 3,06 j.a. Odkryta 9 października 1978 roku.